# جنيد أركين
فخر الدين جوريكلي باتور (7 سبتمبر 1937 - 28 يونيو 2022)، المعروف بالاسم الفني جنيد أركين، هو مُمثل ومُخرج ومُنتج سينمائي تركي. يُعد أحد أبرز الممثلين الأتراك في تاريخ التمثيل في تركيا بعد أن تألق في 300 فيلم ومسلسل تلفزيوني. أفلامه المعروضة في الخارج ترجع إليه على أنه جورج أركين. تراوحت أفلام جنيد من الأعمال الدرامية التي حظيت باستقبال جيد طوال حياته المهنية التي امتدت على مدى أربعة عقود.
في وقت مبكر من حياته المهنية، أصبح أركين معروفًا ببطولته في الأعمال الدرامية التاريخية التي حدثت خلال القرون الأولى من الإمبراطورية العثمانية وسلاجقة الأناضول، مثل جم سلطان وبطال غازي. كما حقق نجاحًا في أفلام الأكشن، وشارك أيضًا في الأفلام السياسية في أواخر السبعينيات، أشهرها فيلم Adam Trilogy من إخراج رمزي أيدين جونتورك. استمر جنيد ورمزي في تعاونهما في العديد من الأفلام الأخرى.
في الثمانينيات، أصبح جنيد معروفًا في الخارج بفيلم Dünyayı Kurtaran Adam (الرجل المنقذ للعالم، والمعروف أيضًا باسم حرب النجوم التركية)، وهو فيلم خيال علمي عرض بعض المشاهد من حرب النجوم. واليوم، يحظى فيلم درجة ثانية بشعبية كبيرة.

## الحياة الشخصية
بعد تخرج جنيد من الجامعة متخصصًا بالطب، تزوج من زميلته جولار موجان في عام 1965. في عام 1966، ولدت ابنتهما فيليز. لم يدم الزواج طويلًا بسبب ازدهار مهنته السينمائية.
في عام 1968، أخذ الاسم الفني جنيد أركين، والتقى ببتول إيشيل، ابنة عائلة ثرية تمتلك شركة تصنيع بلاط. كانت إيشيل خريجة إحدى الجامعات في سويسرا، وتعمل مضيفة طيران في ذلك الوقت. تزوجا عام 1970، وتطلقا عام 1971. بعد ذلك بوقت قصير، تزوجا مرة أخرى وأنجبت بتول ولدين، مراد وقاآن بولاد.  تألقت زوجة وأبناء اركين في العديد من أفلامه. 

## وصلات خارجية
- جنيد أركين على موقع IMDb (الإنجليزية)
- جنيد أركين على موقع ألو سيني (الفرنسية)
- جنيد أركين على موقع قاعدة بيانات الأفلام السويدية (السويدية)
- جنيد أركين على موقع قاعدة بيانات الفيلم (الإنجليزية)
- جنيد أركين على موقع كينوبويسك (الروسية)